# 科隆日
科隆日（法語：Collonges，法語發音：[kɔlɔ̃ʒ]）是法国东部安省的一个市镇，属于热克斯区。

## 地理
科隆日（46°8'19"N, 5°54'15"E）面积16.25 平方千米，位于法国奥弗涅-罗讷-阿尔卑斯大区安省，该省份为法国东部省份，北起汝拉省，西北接索恩-卢瓦尔省，西接罗讷省和里昂大都会，南至伊泽尔省，东与萨瓦省、上萨瓦省和瑞士接壤。
与科隆日接壤的市镇（或旧市镇、城区）包括：孔福尔、法尔日、莱阿、普尼、维尔邦斯、瓦尔瑟罗讷。
科隆日的时区为UTC+01:00、UTC+02:00（夏令时）。

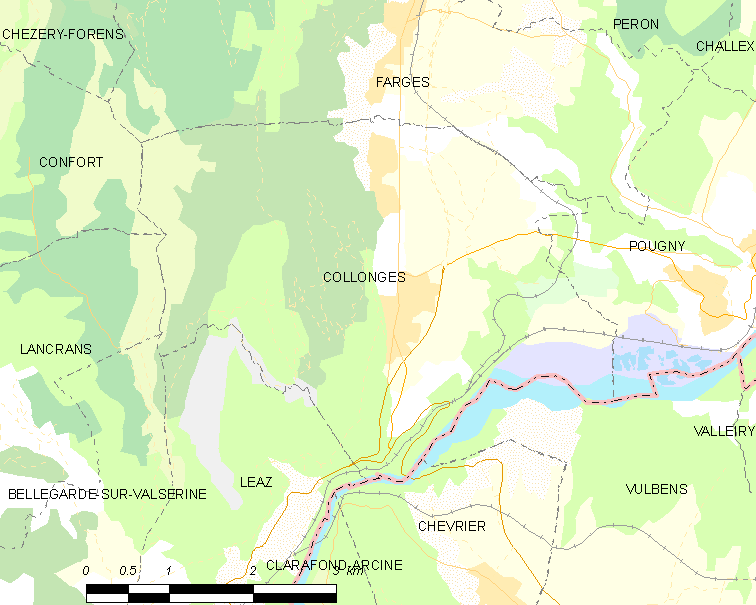
科隆日的OSM定位图

## 行政
科隆日的邮政编码为01550，INSEE市镇编码为01109。

## 政治
科隆日所属的省级选区为图瓦里县。

## 人口

1962-2008年间科隆日人口变化图示

科隆日于2022年1月1日时的人口数量为2260人。